# Chloroceryle inda
Chloroceryle inda là một loài chim trong họ Alcedinidae.